# Mithrobuzanes
Mithrobuzanes († 334 v. Chr.) war ein persischer Statthalter (Satrap) im 4. vorchristlichen Jahrhundert.
Mithrobuzanes war zur Zeit Dareios’ III. Satrap von Kappadokien nahe dem Tauros (Südkappadokien). Ariarathes I., der Satrap von Nordkappadokien, war möglicherweise sein Vater. 334 v. Chr. befehligte Mithrobuzanes einen Truppenteil in der Schlacht am Granikos gegen Alexander dem Großen, in der er getötet wurde.
Der siegreiche Alexander ernannte an seiner Stelle den einheimischen Sabiktas zum Satrap von Südkappadokien, der sich allerdings nicht in diesem Amt halten konnte.